# Tachibana Shūta
Tachibana Shūta est un nom japonais traditionnel ; le nom de famille (ou le nom d'école), Tachibana, précède donc le prénom (ou le nom d'artiste).
Tachibana Shūta (橘周太, Tachibana Shūta) (3 novembre 1865 - 31 août 1904) est un colonel de l'armée impériale japonaise qui est connu pour sa mort héroïque durant la guerre russo-japonaise.

## Biographie
Né dans la préfecture de Nagasaki, Tachibana est le second fils d'un chef de village. Le 21 juillet 1887, il sort diplômé de la 9e promotion de l'ancêtre de l'académie de l'armée impériale japonaise et est nommé sous-lieutenant dans le 5e régiment d'infanterie, stationné dans la préfecture d'Aomori. En décembre 1888, il est affecté dans le 4e régiment de la garde impériale, gravissant les échelons jusqu'au poste de chef de peloton le 15 janvier 1889. Il est affecté comme aide-de-camp du prince héritier Taishō le 24 janvier 1891 et est promu lieutenant le 14 avril 1892 et capitaine le 9 juillet 1895. Le 13 novembre 1895, il est affecté au quartier-général impérial.
En mars 1896, Tachibana devient commandant d'une compagnie du 2e régiment d'infanterie de la garnison de Taïwan, mais en septembre, il est re-transféré au 4e régiment de la garde impériale, et en novembre, il est nommé commandant d'une compagnie du 36e régiment d'infanterie. En 1897, il devient instructeur à l'académie militaire de Toyama (ja). En avril 1902, il est promu major et devient commandant du corps de cadets de Nagoya. Il est l'auteur de nombreux manuels militaires comme L'Éducation des recrues (新兵教育) , L'Enseignement des manœuvres d'infanterie de nuit (歩兵夜间教育), ou Les Règles du passage en forêt (森林通过法).
Au début de la guerre russo-japonaise, en février 1904, Tachibana est d'abord affecté à la 2e armée puis, quelques mois plus tard, est transféré au front à la tête du 1er bataillon du 34e régiment d'infanterie. Vingt jours plus tard, le 31 août 1904, lors de la bataille de Liaoyang, tandis que les forces japonaises attaquent une hauteur fortifiée, Tachibana refuse de suivre l'ordre de rester abrité dans les tranchées en raison de l'intense feu de l'artillerie russe, mais annonce au contraire son intention de charger la position ennemie. Il est immédiatement tué par les balles russes au moment où il quitte sa tranchée.

## Glorification à titre posthume
Bien que l'action téméraire et impétueuse de Tachibana lui ait coûtée la vie sans rien accomplir de remarquable sur le champ de bataille, la propagande de guerre s'empare immédiatement de son histoire. Il est promu lieutenant-colonel à titre posthume et reçoit les plus hautes décorations possibles pour ce grade : l'ordre du Milan d'or (4e classe) et l'ordre du Soleil levant (4e classe). Son 34e régiment d'infanterie est renommé « Régiment Tachibana ». Des monuments de bronze à sa mémoire sont érigés dans plusieurs villes au Japon dont sa ville natale et la baie près de son domicile est rebaptisée officiellement « Baie Tachibana ». Il est popularisé dans au moins cinq chansons et sa biographie entre dans les programmes d'école. En 1928, du fait de la politique du Shintoïsme d'État, il est déifié, devenant (avec Takeo Hirose et Nogi Maresuke) l'un des gunshin (« dieu de la guerre »), et son lieu de naissance est transformé en sanctuaire shinto, le Tachibana-jinja, qui existe toujours de nos jours et contient un musée exposant certains de ses effets personnels.